# Bataille de Fulford
Pour les articles homonymes, voir Fulford.
Guerre de succession d'Angleterre
Batailles
- Fulford
- Stamford Bridge
- Hastings
- Dévastation du Nord
- Révolte des comtes

La bataille de Fulford se déroule le 20 septembre 1066 près du village de Fulford, dans le Yorkshire. Elle oppose les comtes anglais Edwin de Mercie et Morcar de Northumbrie au roi norvégien Harald Hardrada qui remporte la victoire.

## Contexte
Le roi d'Angleterre Édouard le Confesseur meurt sans laisser d'enfants le 4 ou le 5 janvier 1066. Le comte de Wessex Harold Godwinson, le plus riche et le plus puissant baron d'Angleterre, est élu pour lui succéder, mais deux prétendants revendiquent également la couronne : le duc Guillaume de Normandie et le roi Harald de Norvège. Ce dernier fonde sa revendication sur un accord conclu entre son prédécesseur, Magnus le Bon, et Hardeknut, le prédécesseur d'Édouard, en vertu duquel l'Angleterre et la Norvège reviendraient à l'autre si l'un d'eux mourait sans laisser d'héritier.
Harald bénéficie du soutien de l'ancien comte de Northumbrie Tostig Godwinson, le frère de Harold. Chassé de Northumbrie par ses propres sujets en 1065, Tostig mène plusieurs raids sur les côtes anglaises durant la première moitié de l'année 1066, à la tête de pirates flamands. Sa connaissance du terrain constitue un avantage pour Harald. Celui-ci quitte son royaume à la tête d'une flotte de 300 navires et débarque dans l'estuaire du Humber le 18 septembre. Il installe un premier camp à Riccall, puis s'empare de la ville de Scarborough avant de prendre la direction d'York, la deuxième plus grande ville du royaume.

## La bataille
Les comtes Edwin de Mercie et Morcar de Northumbrie (le successeur de Tostig) s'efforcent de barrer la route d'York aux troupes de Harald. Les deux armées s'affrontent près du village de Fulford, à quelques kilomètres au sud de la ville, le 20 septembre. 
Les troupes anglaises lancent l’assaut avant que les Norvégiens aient pu former une ligne de bataille complète, parvenant initialement à percer leur flanc gauche. Cependant, les renforts norvégiens stabilisent la situation et contre-attaquent. La progression anglaise est entravée par le terrain ; les forces d’Edwin sont isolées du reste de l’armée, ce qui facilite l’encerclement et la défaite des défenseurs. Malgré des pertes importantes dans les deux camps, les Norvégiens l’emportent, et York se rend peu après.

## Conséquences
Après sa victoire, Harald marche sur York, qui lui ouvre ses portes, mais son triomphe est de courte durée. Cinq jours après Fulford, le 25 septembre, Harold Godwinson arrive du sud avec une armée, ayant parcouru à marche forcée les 300 kilomètres séparant Londres d'York. La bataille de Stamford Bridge est une défaite complète pour les Norvégiens, qui perdent leur roi et de nombreux hommes, au point que 24 navires suffisent à ramener les survivants en Norvège.